# 헬리콥터

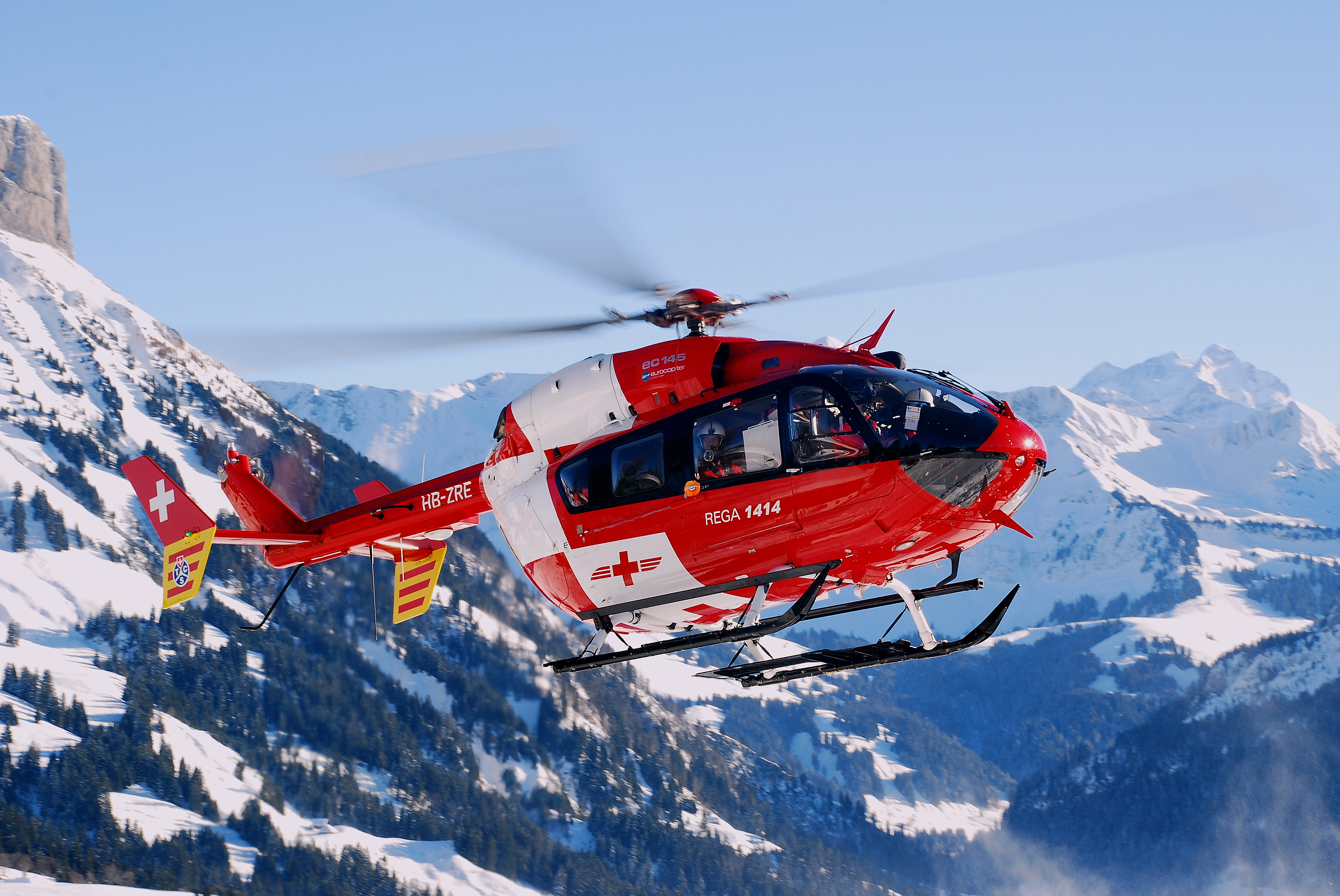
스위스의 인명 구조용 헬리콥터.

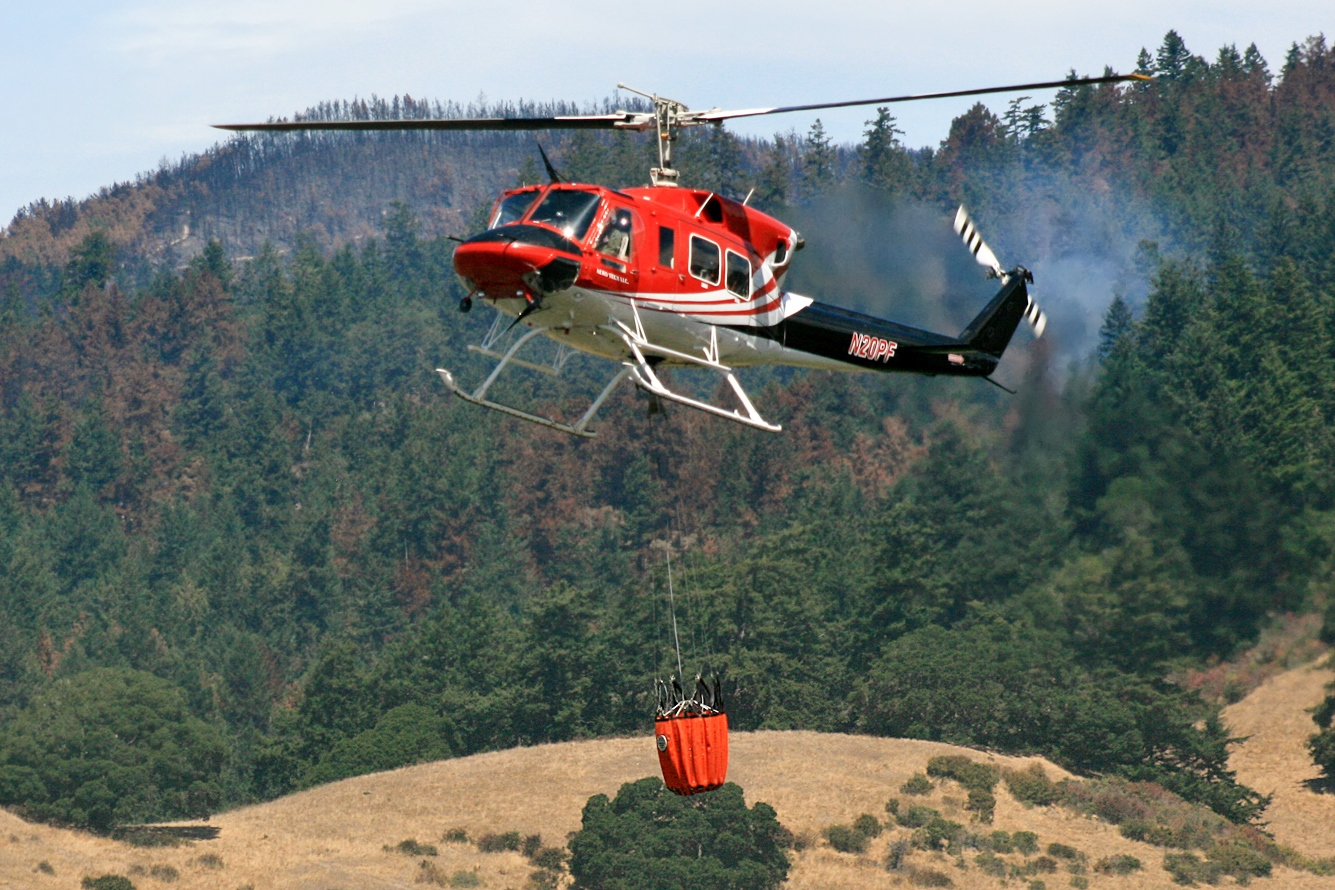
소방 헬리콥터

헬리콥터(영어: Helicopter, 문화어: 직승기) 또는 줄여서 헬기는 비행기, 글라이더 등이 속한 고정익기(fixed wing aircraft)와는 달리 로터 블레이드(rotor blade)라는 날개를 회전시켜서 얻는 대부분의 양력과 추력으로 비행하는 항공기인 회전익기(rotorcraft)에 속한다.

## 비행기와의 비교
보통 비행기는 날개에 어느 정도 속도 이상의 바람이 강하게 부딪쳐서 기체의 무게를 지탱할 만한 양력(揚力)을 내고 있다. 따라서 어느 속도 이하에서는 양력이 부족하여 무게를 지탱할 수 없게 된다. 즉 이 이상의 속도로 비행해야만 한다는 최소속도(最小速度)라는 것이 있다. 경비행기에서는 최소속도가 시간당 80km 가량이나, YS－11 터보프롭 수송기는 매 시간당 135km, 제트 수송기의 최소속도는 시간당 180km∼200km 가량이며, 이 이하의 속도에서는 비행이 불가능해진다. 따라서 적어도 최소속도를 넘어설 때까지는 활주(滑走)를 하여 속도를 내지 않으면 이륙할 수 없으며, 또한 착륙시에도 마찬가지로 긴 활주를 필요로 한다. 고속의 제트기일수록 공기의 저항을 감소시키기 위하여 날개의 면적을 작게 하므로 최소속도가 증가하여 활주거리(滑走距離)는 길어진다. 대형 제트기는 3,KM라는 긴 활주로를 필요로 한다.
이에 비하여 헬리콥터는 팔랑개비처럼 회전날개(로터)를 엔진으로 빙빙 돌려서 양력을 얻고 있다. 그러므로 헬리콥터 자신은 정지하여 있어도 무게를 지탱할 만한 양력은 얻어지는 것이다. 이 점이 일반 비행기와는 전혀 다른 점이며, 최소속도의 제한이 없으므로 이착륙시에 활주할 필요도 없을 뿐만 아니라 공중에서 정지할 수도 있다. 이 특징을 살려서 일반 비행기와는 다른 여러 가지 역할에 사용된다. 그러나 그 반면에 일반 비행기에 비하면 공기저항이 크므로 속도도 낼 수 없으며, 단위 거리당의 연료 소비량도 많다.

과적을 했을 경우(특히 고중량 수송이나 탈출작전 등의 상황 시 연료량에 따라서 과적이 발생되는 경우가 있다), 최대 RPM과 최대 피치각 상태에서도 이륙이 불가능해지므로 추가적인 양력을 얻기 위해 활주가 필요해진다.

## 구조와 원리
헬리콥터의 회전날개는 큰 프로펠러를 위로 향하게 한 것 같은 것으로, 이것을 엔진으로 돌리면 위로 향하는 양력이 생긴다. 이 경우 공중에서 기체(機體)를 버티게 하는 아무것도 없이 회전날개를 돌리면 그 반동으로 기체가 반대로 돌아간다. 우리들이 손으로 무엇을 밀려고 할 때에는 발로써 몸을 땅에다 버티게 할 필요가 있으며, 발이 미끄러지면 힘을 낼 수 없다. 이와 마찬가지로 공중에서 회전날개를 돌리려면 기체가 역방향(逆方向)으로 돌지 않도록 버티게 하는 것이 필요하게 된다.
이 대책으로는 여러 가지 방법이 있다.
보통의 헬리콥터에서는 꼬리 부분에 작은 회전날개(꼬리돌날개：antitorquerotor)가 옆으로 붙어 있어, 이것의 추력으로 기체의 역회전을 방지하고 있다. 또 같은 크기의 2개의 회전날개를 앞뒤에 장치하고 서로 반대방향으로 회전시켜도 된다. 2개의 회전날개는 그 반동(反動)을 서로 소멸시키므로 기체는 돌지 않는다. 또 2개의 회전날개를 아래 위로 겹쳐 반대 반향으로 돌리는 것도 있다.
헬리콥터에는 비행기에 있는 것 같은 전진력(前進力)을 내는 프로펠러나 제트는 붙어 있지 않다. 그런데도 전진할 수 있는 것은 회전날개가 회전하고 있는 상태에서 조금 앞으로 기울기 때문이다. 이 때에 회전축(回轉軸)을 기울이는 것이 아니라 회전날개를 회전시키면서 그 회전면에 대한 날개의 각도를 바꾸는 것이다. 앞쪽에서는 이 각도를 작게 하고 뒤쪽에서는 크게 되도록 날개의 각도를 바꾸면, 양력은 앞쪽에서는 작고 뒤쪽에서는 커지므로 헬리콥터는 앞으로 기울어 전진하게 된다.
양력(揚力)은 회전날개면에 직각으로 작용하므로 그것이 앞으로 향하는 성분과 위로 향하는 성분으로 나뉜다.
위로 향하는 성분은 헬리콥터의 무게를 지탱하고, 앞으로 향하는 성분은 공기저항(空氣抵抗)을 이겨내어 전진하는 힘이 된다.
꼬리에 있는 옆으로 향한 회전날개를 전진용 프로펠러와 착각해서는 안 된다.

## 역사
기원전, 중국에는 아이들의 놀이로 대나무 잠자리라는 장난감이 있었다. 15세기에는 레오나르도 다 빈치가 간단한 스케치를 남겼으며, 18세기 후반에서 19세기 후반에 여러 가지 모형이 고안, 실험되었다.
조종사가 탑승하여 실제로 이륙한 것은 20세기에 들어선 직후이다. 1907년 프랑스의 폴 코르뉴는 약 2m 높이에서 20.25초간 공중정지하는 데에 성공하였다. 비행이 가능한 헬리콥터가 최초로 이륙하는데 성공한 것은 1937년 하인리히 포케가 개발한 포케 울프 Fw 61기였다.
1939년 러시아에서 미합중국으로 망명한 이골 시콜스키는 단식 로터에 꼬리 회전익을 갖춘 오늘날의 반토크 테일로터 형식의 기초가 된 VS-300을 개발, 첫 비행하였다.
군용으로는 1940년대 후반 영국령이었던 말레이시아에서 對 게릴라 전에 사용되었고 이후 1950년대 초반 한국 전쟁에서도 사용되었으나 1950년대 중반 베트남 전쟁에서 본격적으로 쓰기 시작했다.

## 형태에 따른 분류
헬리콥터는 형태에 따라 하나의 주회전익(Main Rotor)과 하나의 꼬리회전익(Tail Rotor)을 갖는 단식 주회전익 헬리콥터(Conventional Helicopter)와 두개의 앞뒤 주회전익을 가지는 탠덤(Tandem) 헬리콥터, 좌우 주 회전익 두 개를 가지는 사이드 바이 사이드(Side by Side) 헬리콥터, 두 개의 회전익이 서로 교차하는 교차반전(intermeshing rotors) 헬리콥터, 주 회전익 두 개가 동축을 이용하여 서로 반대로 회전하는 동축반전(Coaxial)형 헬리콥터가 있으며, 추력을 증가시키기 위한 보조장치를 부착한 복합형 헬리콥터(Compound Helicopter)와 양쪽 날개에 배치된 회전익을 비행 중에 기울일 수 있는 틸트 로터(Tilt rotor)가 있다.

단식 주회전익형
탠덤형
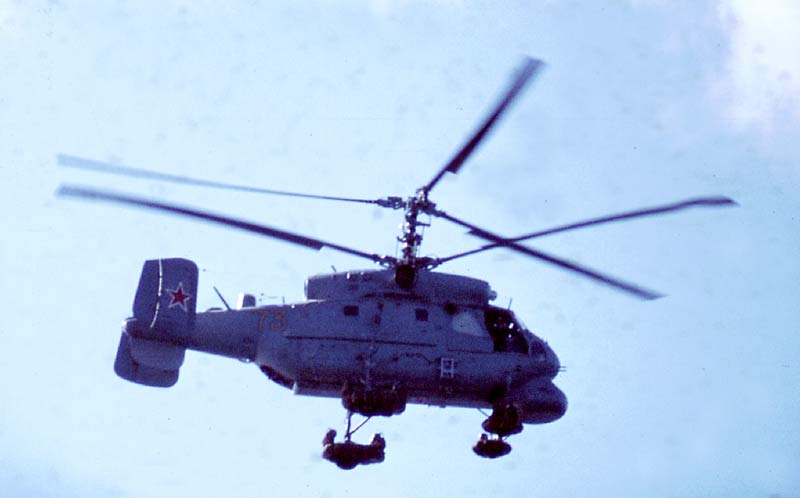
동축반전형 카모프 Ka-27
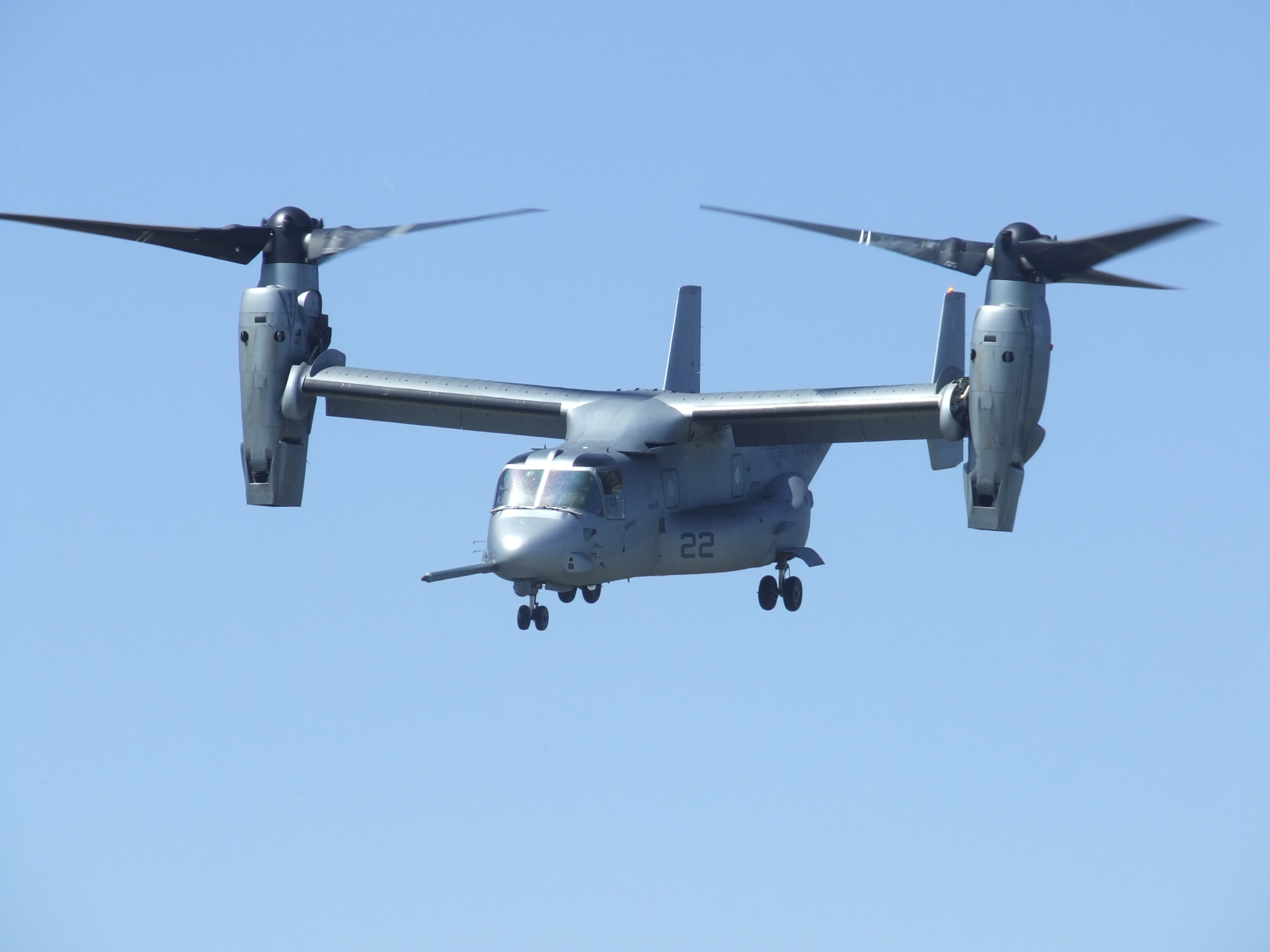
틸트 로터형

### 일반
헬리콥터는 작은 면적에서 이착륙이 가능하고 복잡한 지형을 따라 느린 속도로 비행이 가능하며 한 곳에 머무를 수 있다는 특징이 있어 경찰 업무, 인명 구조, 화재 진압 등 다양한 용도로 사용된다.

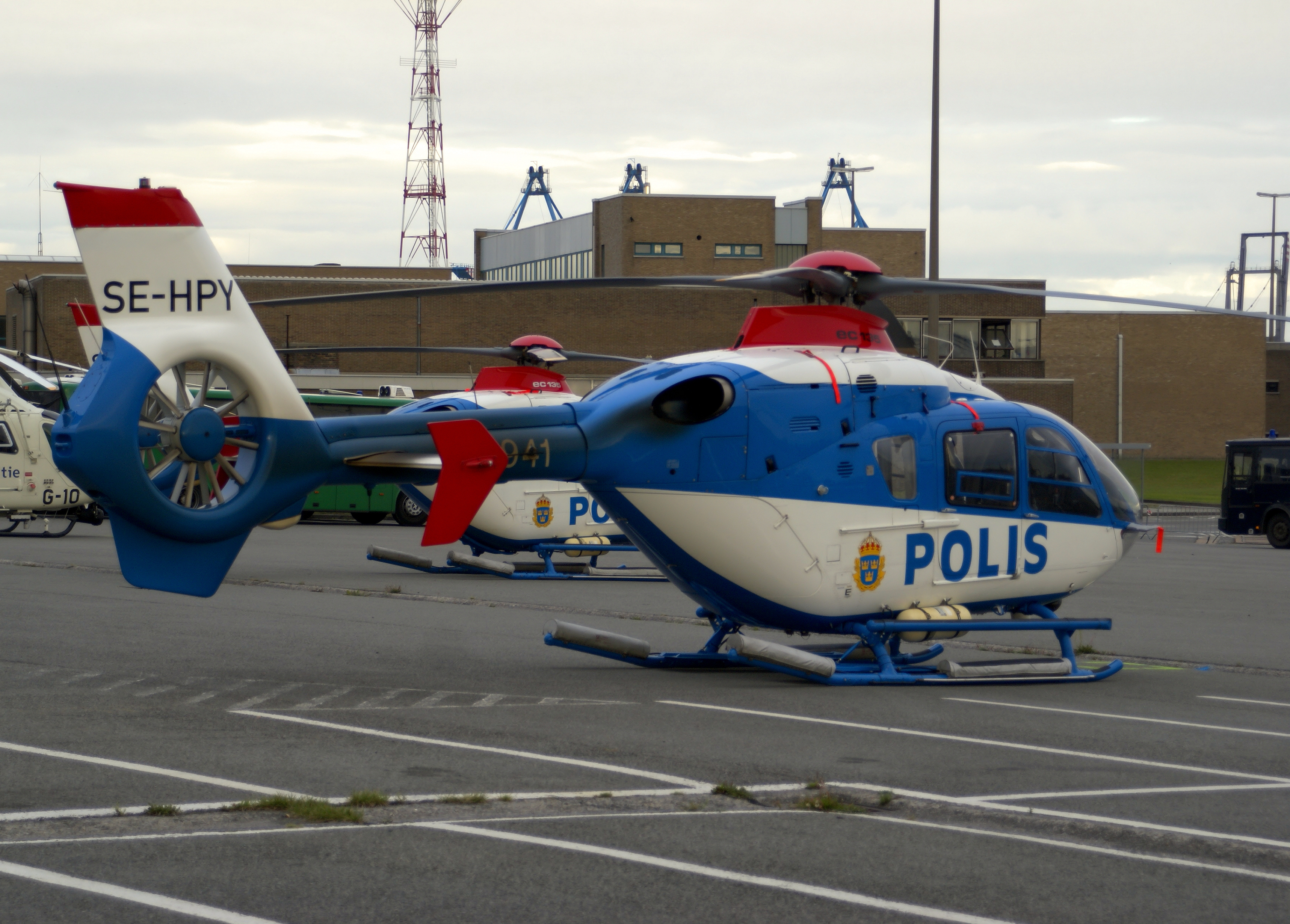
경찰용 헬기
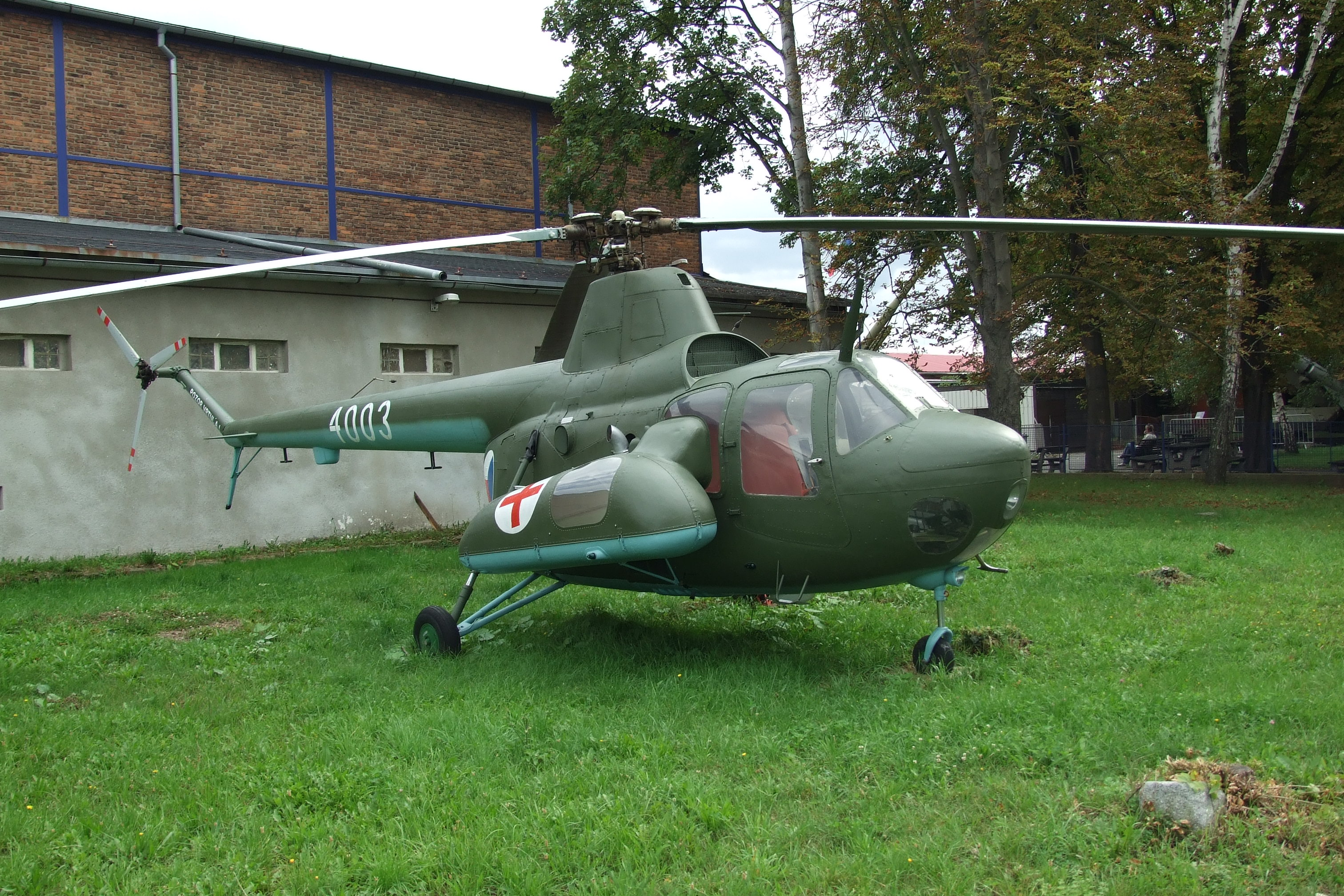
환자 수송용 헬기
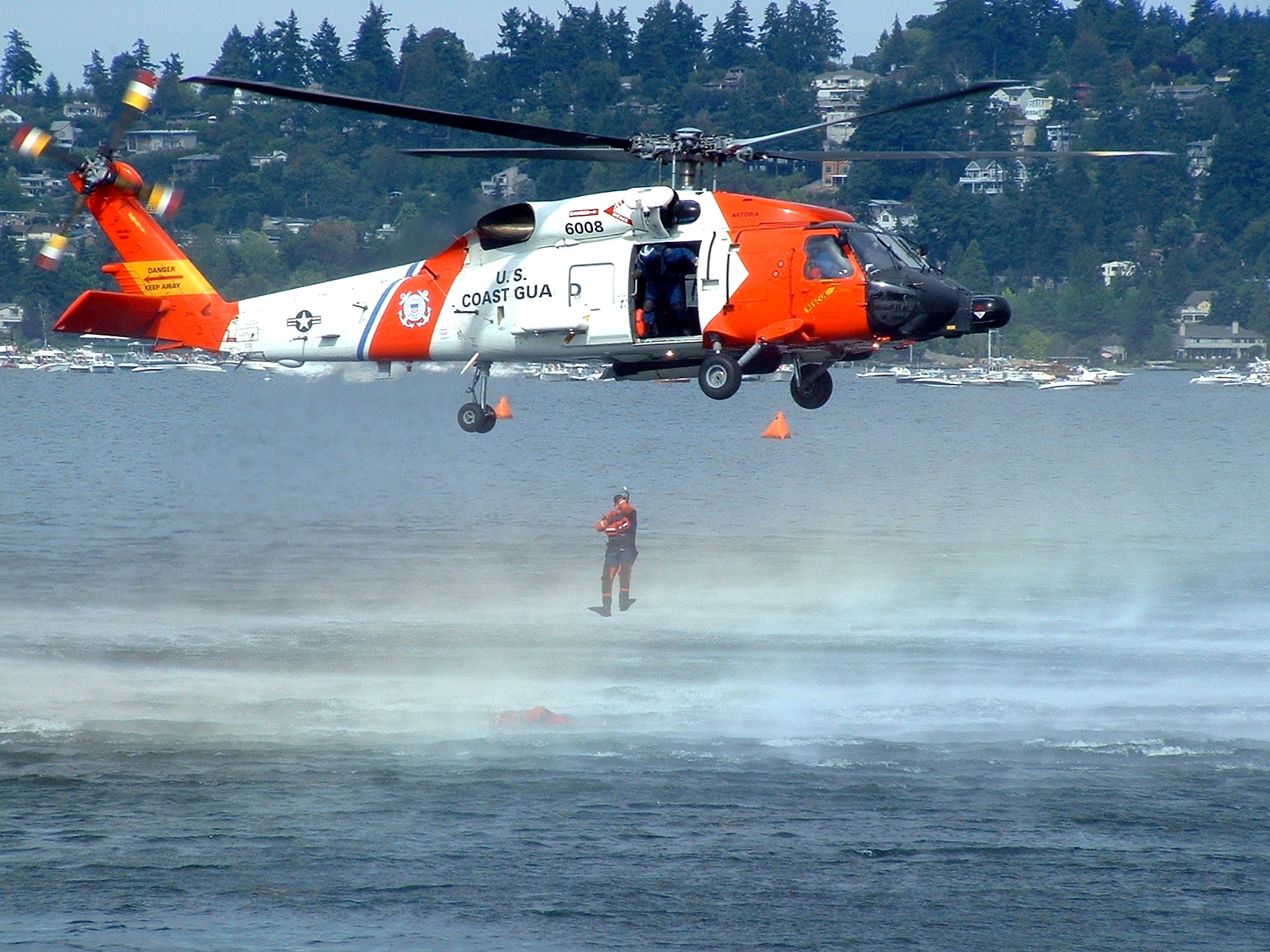
인명 구조용 헬기
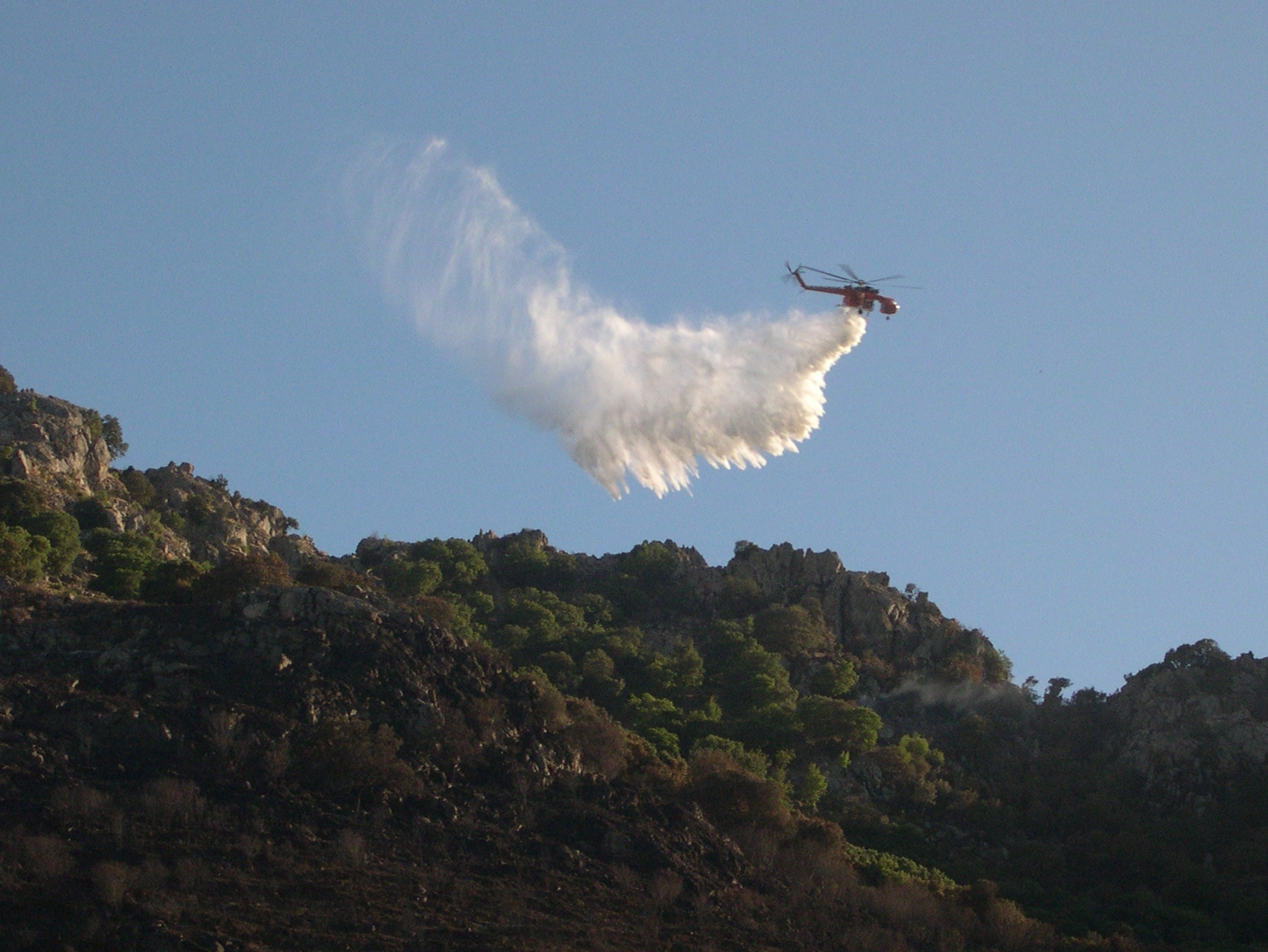
화재 진압용 헬기

### 군용
헬리콥터는 특유의 비행 원리로 말미암아 일반 항공기와 다른 비행 특성을 가진다. 특히 수직 이륙, 수직 착륙, 공중 정지(호버링)나 전후좌우로 기동하는 능력이 있으므로 지상전과 조합한 형태의 전술에서 핵심으로 사용된다. 그러나 회전익으로 모든 추력과 양력을 얻는 특성상 다양한 종류의 대공화기에 취약해서 최근 중무장한 공격용 헬리콥터는 생존성을 제고하고자 중장갑과 함께 항공 전자 장비를 장착하여 취약점을 보완한다.

#### 전술 목적상 구분
- 대전차 공격용: 전차는 그 구조상 공중에서 하는 공격에 취약하다. 대전차 미사일과 고속 로켓, 대구경 기관포를 장착하고 정면에서 탐지하기 어려운 형태로 설계된 전투 헬리콥터는 기갑부대의 천적이다.
- 공중 강습 부대 투입용: 기계화 부대 이상의 기동성과 낮은 탐지성을 이용하여 병력을 쉽게 원하는 곳에 투입하고 철수하게 할 수 있다.[1]
- 정찰용: 쉽게 찾기 어렵다는 특성을 이용해 전술 상황에서 적을 정찰하거나 강습 정찰하고자 운용한다.
- 대잠수함용: 공중 정지 능력을 이용해 디핑 소나(수중 잠수함 탐지기)와 투하식 경어뢰를 장착하고 함대의 전방에서 잠수함을 수색하는 임무를 수행한다.
- 수송용: 전장에서 사용되는 장비를 수송한다.
- 구조용: 적지나 해상에 있는 아군 병력을 구조하려고 사용한다.

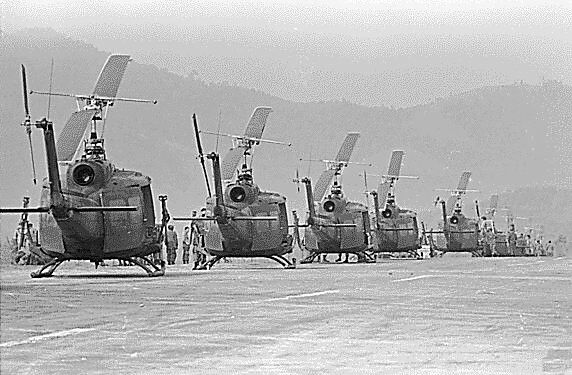
강습부대 투입용
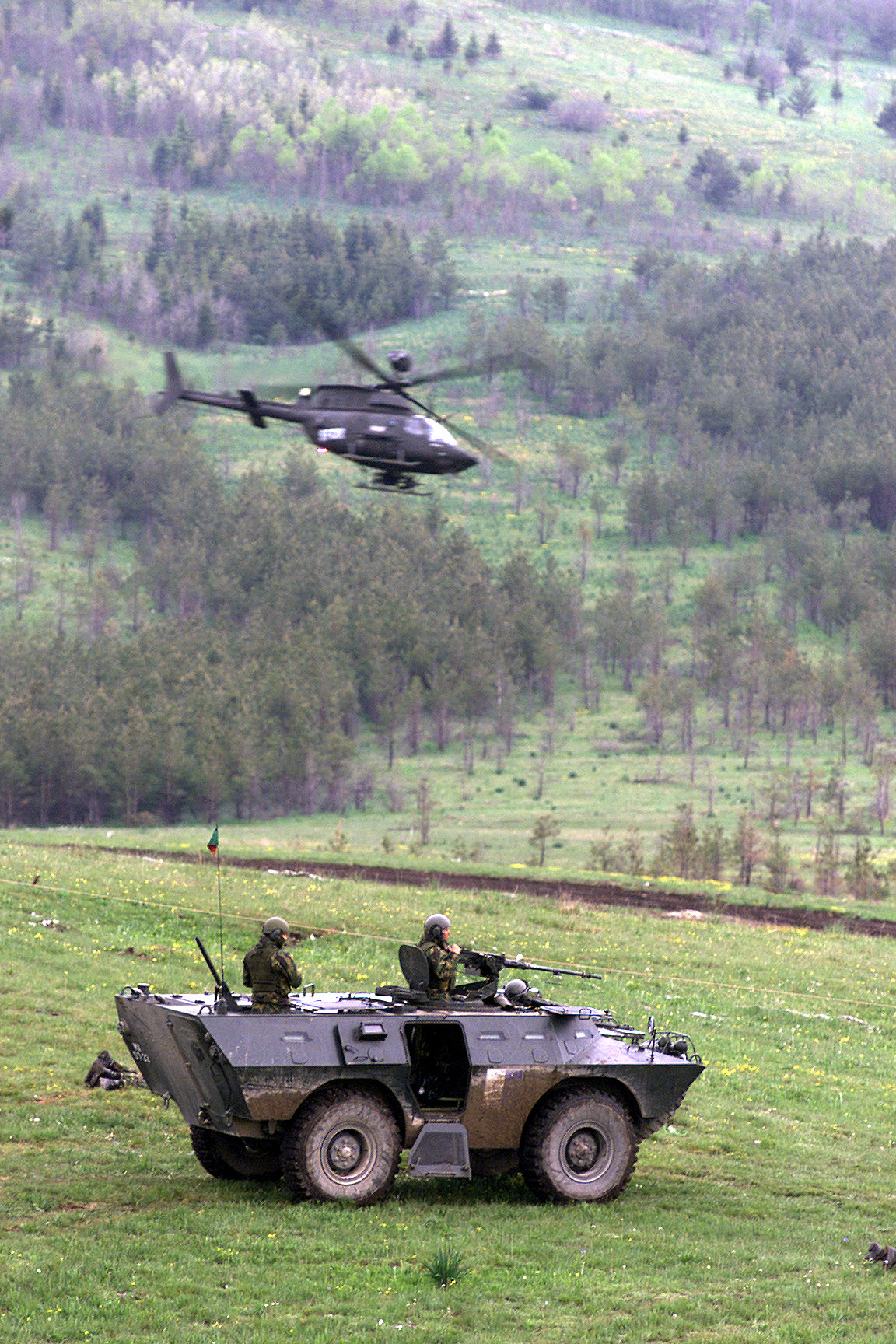
정찰용
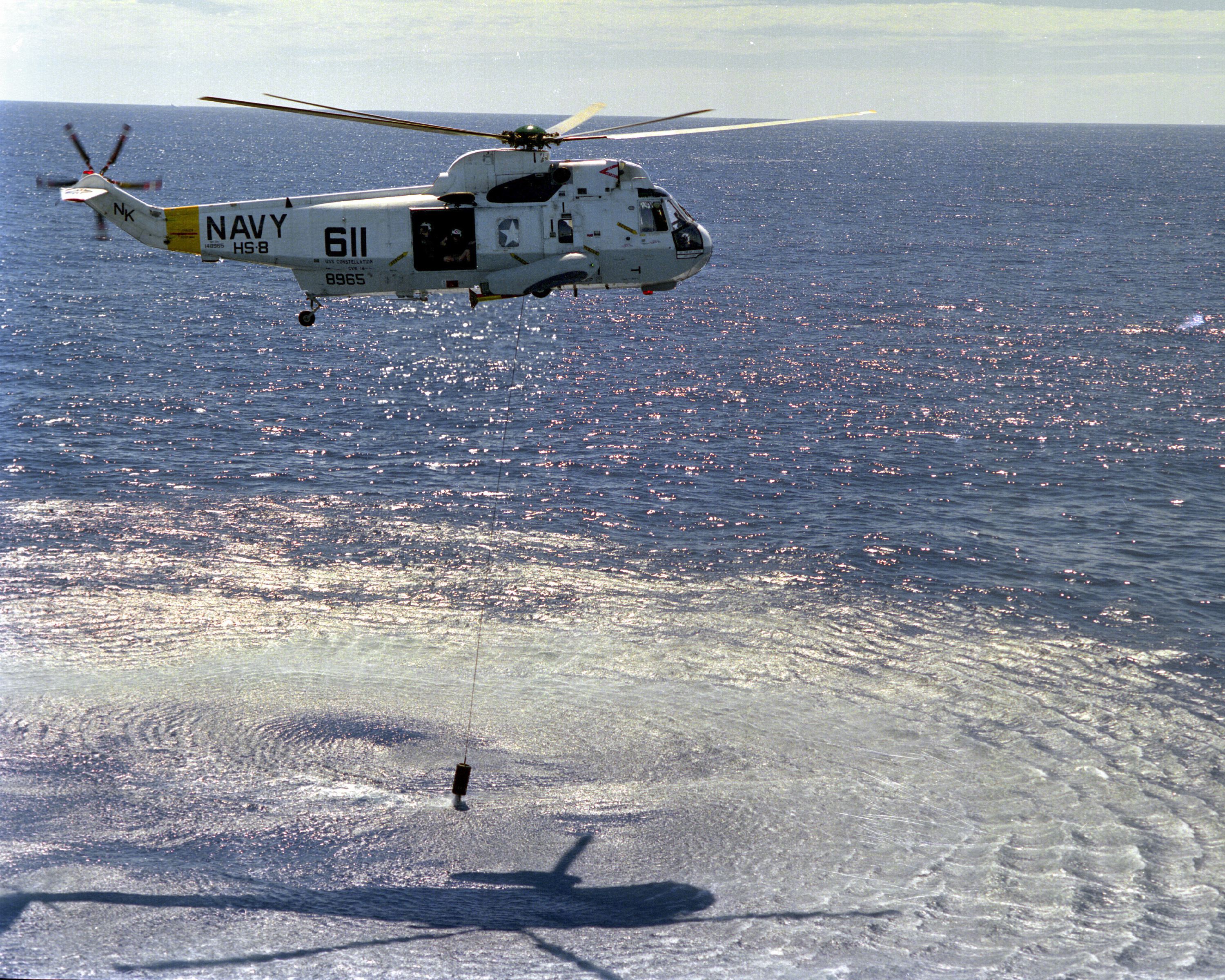
대잠수함용

## 같이 보기
- 위키미디어 공용에 헬리콥터 관련 미디어 분류가 있습니다.
- 군용 헬리콥터(영어판)
- 오토자이로
- 쿼드콥터
- 헬리캠